# Finnsnes
Finnsnes è una città norvegese della contea di Troms appartenente al comune di Senja.
La città è situata sulla terraferma di fronte all'isola di Senja, ed è collegata ad essa da un ponte lungo 1 147 metri. La città è da sempre stata un insediamento la cui popolazione era dedita all'agricoltura, pastorizia e pesca, anche se ultimamente si sta affermando come un importante centro regionale. La città è semplicemente raggiungibile dall'aeroporto di Bardufoss. A Finnsnes si concentrano gran parte degli alberghi, ristoranti e strutture commerciali della zona che comprende Sørreisa, l'isola di Senja e Finnsnes stessa.